# Вилла Гуардаманджа
Вилла Гуардаманджа (также известна как Каса Медина и Каса Гуардаманджа) — таунхаус в Гвардаманге (Пьета, Мальта) площадью 1559,9 м². Вилла была резиденцией принцессы Елизаветы, герцогини Эдинбургской (позднее королевы Елизаветы II), и принца Филиппа, герцога Эдинбургского, с 1949 по 1951 годы, в то время, когда Филипп проходил службу на Мальте в качестве офицера Королевского флота.
Вилла расположена недалеко от окраин Валлетты, в предместье деревни Гуардаманджиа, расположенной на вершине холма в тихом жилом районе узкой улицы. Вилла построена в виде дворца с видом на гавань Марсашлок. Королева описывала её как таунхаус. Это типичный традиционный мальтийский дом. Здание построено из известняка, называемого песчаником, и описывается королевой как «жёлтый камень», с просторными интерьерами. Дом имеет два входа: один находится на уровне улицы, другой расположен после подъёма по лестнице под элегантной передней верандой.

## История
Вилла Гуамараджа принадлежала католическому священнику примерно в 1814 году, в начале британской колонизации Мальты. Считается, что прибрежная недвижимость была построена приблизительно в середине XVIII века. Позднее, в XX веке, ею владели несколько известных мальтийских семей, включая Сан-Фурнье, Бартоло и Шембри. Здание приобрело свой нынешний облик около 1900 года благодаря тогдашнему владельцу, сэру Августо Бартоло, когда особняк назывался Касса Медина. Изначально это была ферма. В здании 18 комнат в жилой зоне, конюшни для животных, большая садовая территория с пешеходной дорожкой и бомбоубежище.
Примерно в 1929 году вилла была впервые арендована тогдашним лордом Луи Маунтбеттеном, который проявил интерес к этому объекту благодаря его близости к Марсе, где располагались ипподром и гольф-клуб, соответствующие его роскошному образу жизни. Вилла находилась в плохом состоянии и была разделена на квартиры, поэтому семья Маунтбеттенов временно поселилась в двух номерах гостиницы «Феникс» во Флориане, пока шло восстановление дома. Спустя некоторое время Маунтбеттен приобрел виллу и часто посещал её, находясь на Мальте в должности главнокомандующего Средиземноморским флотом в 1950-х годах, когда он уже носил титул Адмирала флота первого графа Маунтбеттена Бирманского.
Когда герцог и герцогиня Эдинбургские впервые прибыли на Мальту, они остановились в Сан-Антонском дворце, где их принимали лорд Стрикланд и его супруга. Принцесса Елизавета (впоследствии королева Елизавета II) и её тогда ещё жених, лейтенант Филипп Маунтбеттен из Королевских ВМС (ранее принц Филипп Греческий и Датский, впоследствии принц Филипп, герцог Эдинбургский), впервые посетили Виллу Гуардаманжия в 1946 году. Пара неоднократно возвращалась туда между этими годами вплоть до 1952 года, когда Филипп служил офицером военно-морского флота, а Елизавета работала с Ассоциацией семей солдат, моряков и авиаторов (SSAFA) в Оберж-де-Кастий. Лорд Маунтбеттен Бирманский в конечном итоге передал виллу королевской чете, и они проживали там непрерывно с 1949 по 1951 год. Было высказано предположение, что именно в этой вилле был зачат их старший ребёнок, нынешний король Чарльз III. Королева позже вспоминала своё пребывание на Мальте как один из лучших периодов своей жизни, поскольку это было единственное время, когда она могла жить «нормально».
Во время проживания на вилле у королевской семьи работали британские слуги.
Королева Елизавета II посетила Виллу Гуардаманжию во время своего государственного визита на Мальту в 1992 году, а в 2007 году она вместе с герцогом Эдинбургским отпраздновала там свою 60-ю годовщину свадьбы. В 2013 году от имени Высокого комиссара Мальты в Лондоне Нормана Гамильтона королеве был преподнесён портрет Виллы Гуардамангии. Когда королева приехала на Мальту для участия во встрече глав правительств стран Содружества в ноябре 2015 года, она выразила желание увидеть виллу, однако ей якобы отказали владельцы здания — семья Джуза Шембри, поскольку вилла находилась в аварийном состоянии и стала предметом спора между владельцами и правительством. Президент Мари Луиза Колейро Прека подарила королеве ещё одну картину фасада виллы.

## Современность
Здание было выставлено на продажу в 2019 году с запрашиваемой ценой в размере 5,9 миллиона евро. Большая часть содержимого здания, включая мебель, произведения искусства и антиквариат, были проданы на аукционе в сентябре 2019 года. После проведения кампании по восстановлению здания и открытию его для публики оно было приобретено правительством Мальты в октябре 2019 года и передано организации Heritage Malta для проведения масштабных реставрационных работ.
9 октября 2024 года принц Эдвард и его жена Софи, герцогиня Эдинбургская, посетили виллу. Этот визит состоялся в рамках празднования 60-летия независимости Мальты.